# Centro San Ignacio
O Centro San Ignacio é um complexo arquitetônico venezuelano de lojas e escritórios, inaugurado em setembro de 1998 e vencedor do reconhecimento da arquitetura contemporânea latino-americana, recebendo o prêmio Mies van der Rohe no mesmo ano. Encontra-se em La Castellana, em Caracas, Venezuela. Sua construção foi realizada sobre os campos desportivos adjacentes ao Colégio jesuíta do mesmo nome, no começo de 1993 e final de 1998. A partir de 2002 começa a ser administrado pelo Fondo de Valores Inmobiliarios.